# Alessandro Borghi
Alessandro Borghi (n. 19 septembrie 1986, Roma, Italia) este un actor italian, câștigător al David di Donatello pentru cel mai bun actor principal (2019) pentru Sulla mia pelle.